# Équation de Poisson-Boltzmann
Pour les articles homonymes, voir Poisson (homonymie).
L'équation de Poisson-Boltzmann est une équation qui apparaît dans la théorie de Debye-Hückel des solutions ioniques. Cette équation permet de calculer le potentiel électrostatique créé par une charge électrique placée dans la solution en tenant compte des forces électrostatiques entre
cette charge et les ions de la solution ainsi que de l'agitation thermique des ions.

## Déduction

### Équation de Poisson
La relation entre le potentiel électrique {\displaystyle V({\vec {r}})} et la densité de charge {\displaystyle \rho _{\text{e}}({\vec {r}})} est donnée par l'équation de Poisson : 
{\displaystyle \Delta V({\vec {r}})+{\frac {\rho _{\text{e}}({\vec {r}})}{\varepsilon _{\text{d}}}}=0}, 
où {\displaystyle \varepsilon _{\text{d}}=\varepsilon _{0}\varepsilon _{\text{r}}} est la permittivité diélectrique du solvant ({\displaystyle \varepsilon _{0}} étant la permittivité diélectrique du vide, et {\displaystyle \varepsilon _{\text{r}}} la permittivité relative du solvant : dans l'eau à température ambiante {\displaystyle \varepsilon _{\text{r}}\approx 80}).

### Distribution d'équilibre de Boltzmann
On rappelle que l'énergie électrostatique d'un ion placé dans un champ électrique est égale au produit de sa charge {\displaystyle q_{i}} et du potentiel électrique {\displaystyle V({\vec {r}})} : {\displaystyle U_{\text{e}}({\vec {r}})=q_{i}V({\vec {r}})}.
À l'équilibre thermique, la concentration {\displaystyle c_{i}({\vec {r}})} en ions de charge {\displaystyle q_{i}} suit une statistique de Boltzmann : 
{\displaystyle c_{i}({\vec {r}})=c_{i}^{0}\exp \left(-{\frac {U_{\text{e}}({\vec {r}})}{k_{\text{B}}T}}\right)=c_{i}^{0}\exp \left(-{\frac {q_{i}V({\vec {r}})}{k_{\text{B}}T}}\right)}, 
où : {\displaystyle c_{i}^{0}} est la concentration en ions (exprimée en {\displaystyle \mathrm {ions/m^{3}} }) de charge {\displaystyle q_{i}} loin de la surface chargée, là où le champ électrique est nul ; T est la température exprimée en kelvins ; {\displaystyle k_{\text{B}}} est la constante de Boltzmann qui relie température et énergie thermique.
En présence de n types d'ions de charge {\displaystyle q_{i}} ({\displaystyle i=1,\ldots ,n}), la densité de charge est donnée par : 
{\displaystyle \rho _{\text{e}}({\vec {r}})=\sum _{i=1}^{n}q_{i}c_{i}({\vec {r}})=\sum _{i=1}^{n}q_{i}c_{i}^{0}\exp \left(-{\frac {q_{i}V({\vec {r}})}{k_{\text{B}}T}}\right)}.

### Équation de Poisson-Boltzmann
En insérant l'expression de la densité de charge dans l'équation de Poisson, on obtient l'équation de Poisson-Boltzmann qui ne porte plus que sur le potentiel électrique :
{\displaystyle \Delta V({\vec {r}})+\sum _{i=1}^{n}{\frac {q_{i}c_{i}^{0}}{\varepsilon _{\text{d}}}}\exp \left(-{\frac {q_{i}V({\vec {r}})}{k_{\text{B}}T}}\right)=0}.
Cette équation prend une forme plus simple dans le cas d'une solution d'électrolyte 1:1, c'est-à-dire que les ions positifs et négatifs en présence sont monovalents (par exemple : chlorure de sodium NaCl - sel de cuisine -, chlorure de potassium KCl). En effet seuls deux types d'ions sont présents : des ions positifs de charge +e et de concentration {\displaystyle c_{+}({\vec {r}})}, ainsi que des ions négatifs de charge -e et de concentration {\displaystyle c_{-}({\vec {r}})}.
En remarquant que les concentrations loin de la paroi des ions positifs {\displaystyle c_{+}^{0}} et négatifs {\displaystyle c_{-}^{0}} sont toutes deux égales à la concentration en électrolyte de la solution {\displaystyle c_{\text{s}}^{0}}, l'expression de la densité de charge se simplifie alors : 
{\displaystyle \rho _{\text{e}}({\vec {r}})=ec_{+}({\vec {r}})-ec_{-}({\vec {r}})=ec_{\text{s}}^{0}\left[\exp \left({\frac {-eV({\vec {r}})}{k_{\text{B}}T}}\right)-\exp \left({\frac {+eV({\vec {r}})}{k_{\text{B}}T}}\right)\right]=-2ec_{\text{s}}^{0}{\text{sinh}}\left({\frac {eV({\vec {r}})}{k_{\text{B}}T}}\right)}.
On en déduit l'équation de Poisson-Boltzmann : 
{\displaystyle \Delta V({\vec {r}})-{\frac {2ec_{\text{s}}^{0}}{\varepsilon _{\text{d}}}}{\text{sinh}}\left({\frac {eV({\vec {r}})}{k_{\text{B}}T}}\right)=0}.

## Solutions analytiques pour des géométries particulières
L'équation de Poisson-Boltzmann peut être résolue analytiquement dans deux cas ayant des géométries dites simples : 
- Le cas d'une surface plane uniformément chargée

- Le cas d'une surface sphérique uniformément chargée (par exemple un ion)

### Surface plane uniformément chargée
Dans ce cas-là on considère seulement une dimension de l'espace correspondant à la variable x. La solution est invariante selon les deux autres dimensions du fait de la symétrie du problème. Le laplacien du potentiel V devient alors seulement la dérivée seconde de celui-ci par rapport à x.  L'équation de Poisson-Boltzmann peut se réécrire : 
{\displaystyle {\frac {d^{2}\psi }{dx^{2}}}}= {\displaystyle {\frac {c_{0}e}{\epsilon \epsilon _{0}}}\cdot [e^{\frac {e\psi (x)}{k_{B}T}}-e^{\frac {-e\psi (x)}{k_{B}T}}]}
On peut alors résoudre facilement cette équation dans le cas où le potentiel est faible en linéarisant les exponentielles en série de Maclaurin. Cette approximation ne sera cependant plus valide aux abords de la surface chargée car le potentiel est élevé mais elle suffira à partir d'une certaine distance de celle-ci. 
Une solution analytique, plus complexe, a également été trouvée pour résoudre l'équation dans son intégralité au moyen de plusieurs identité trigonométriques. 
Cette solution est : 
{\displaystyle \psi ={\frac {2k_{B}T}{e}}*\ln {\frac {e^{e\psi _{0}/2k_{B}T}+1+(e^{e\psi _{0}/2k_{B}T}-1)*e^{-\kappa x}}{e^{e\psi _{0}/2k_{B}T}+1-(e^{e\psi _{0}/2k_{B}T}-1)*e^{-\kappa x}}}}
où {\textstyle \kappa ={\sqrt {{\frac {e^{2}}{\epsilon \epsilon _{0}k_{B}T}}\Sigma c_{i}{Z_{i}}^{2}}}}
{\displaystyle \kappa } est l'inverse de la longueur de Debye {\displaystyle \ell _{D}}. Si l'on considère une solution aqueuse comportant seulement des ions Na+ et Cl- alors {\displaystyle \kappa ={\sqrt {\frac {2c_{0}e^{2}}{\epsilon \epsilon _{0}k_{B}T}}}}
Il y a une certaine ambiguïté autour de la lettre e, en facteur il s'agit de la charge élémentaire et en base d'un exposant il s'agit du nombre d'Euler (base de l'exponentielle). 

## Forme linéarisée de Debye-Huckel
L'équation de Poisson-Boltzmann ne possède pas de solution analytique dans le cas général. Il est cependant possible d'obtenir une solution approchée si le potentiel V est partout suffisamment faible pour que le terme d'énergie électrique {\displaystyle q_{i}V} soit très petit devant le terme d'énergie thermique {\displaystyle k_{\text{B}}T} dans le facteur de Boltzmann. On peut alors développer au premier ordre l'exponentielle : 
{\displaystyle \exp \left(-{\frac {q_{i}V({\vec {r}})}{k_{\text{B}}T}}\right)\approx 1-{\frac {q_{i}V({\vec {r}})}{k_{\text{B}}T}}}  si {\displaystyle q_{i}V({\vec {r}})\ll k_{\text{B}}T}
L'équation de Poisson-Boltzmann devient alors : 
{\displaystyle \Delta V({\vec {r}})+\sum _{i=1}^{n}{\frac {q_{i}c_{i}^{0}}{\varepsilon _{\text{d}}}}-\left(\sum _{i=1}^{n}{\frac {q_{i}^{2}c_{i}^{0}}{\varepsilon _{\text{d}}k_{\text{B}}T}}\right)V({\vec {r}})=0}.
Or la neutralité électrique de la solution loin de la paroi impose que {\displaystyle \sum q_{i}c_{i}^{0}=0}. On obtient finalement : 
{\displaystyle \Delta V({\vec {r}})=\left(\sum _{i=1}^{n}{\frac {q_{i}^{2}c_{i}^{0}}{\varepsilon _{\text{d}}k_{\text{B}}T}}\right)V({\vec {r}})}, 
On remarque que le terme entre parenthèses est homogène à l'inverse d'une longueur au carré. En notant 
{\displaystyle \ell _{D}={\sqrt {\frac {\varepsilon _{\text{d}}k_{\text{B}}T}{\sum _{i}q_{i}^{2}c_{i}^{0}}}}},
l'équation s'écrit de manière plus simple : 
{\displaystyle \Delta V({\vec {r}})=\ell _{\text{D}}^{\ -2}\ V({\vec {r}})}.
Les solutions de cette équation décroissent de manière exponentielle, sur une distance caractéristique {\displaystyle \ell _{\text{D}}}. Cette longueur, nommée longueur de Debye, caractérise ainsi la portée des interactions électriques dans une solution d'électrolyte.
Dans le cas d'un électrolyte monovalent : 
{\displaystyle \ell _{\text{D}}={\sqrt {\frac {\varepsilon _{\text{d}}k_{\text{B}}T}{2e^{2}c_{\text{s}}^{0}}}}}.

## Autres formes
De manière plus générale, dans un milieu continu de constante diélectrique {\displaystyle \varepsilon (r)},
{\displaystyle V(r)} obéit à une forme généralisée de l'équation de Poisson :
{\displaystyle \nabla .[\varepsilon (r)\nabla V(r)]=-4\pi \rho (r)}
En tenant compte de la présence d'ions monovalents mobiles en solution, on obtient la forme suivante pour l'équation de Poisson-Boltzmann :
{\displaystyle \nabla .[\varepsilon (r)\nabla V(r)]-{\frac {8\pi e^{2}N_{A}I}{1000k_{B}T}}\operatorname {sinh} (V(r))=-4\pi \rho (r)}
où {\displaystyle I} est la force ionique de la solution, {\displaystyle N_{A}} le nombre d'Avogadro et {\displaystyle e} la charge de l'électron. Quand la force ionique de la solution est faible, 
on peut linéariser cette équation en ne retenant que
le premier terme du développement de la fonction sinus hyperbolique en série de Taylor :
{\displaystyle \nabla .[\varepsilon (r)\nabla V(r)]-{\frac {8\pi e^{2}N_{A}I}{1000k_{B}T}}V(r)=-4\pi \rho (r)}
Cette équation ne peut être résolue de façon analytique que dans des cas très simples.